# バンダイナムコ未来研究所
バンダイナムコ未来研究所（バンダイナムコみらいけんきゅうじょ）は、バンダイナムコエンターテインメントなどバンダイナムコグループの本社オフィスビルにおける通称。本項では2007年から2016年まで本社を置いていた、東京都品川区の建築物について記述する。

## 概要
元々は松下電器産業の研究開発・営業拠点で、大阪府門真市に本社を置く同社の東京におけるシンボル的存在として、また研究施設にふさわしい空間の快適性と柔軟性をテーマに設計・建設された。
周辺環境に配慮するため、建物の高さを抑え、その周りには可能な限り緑化を施した。その上で、建物の外形は台形にセットバックさせて、日影や風害による影響を軽減している。
建物内には、同じく台形のアトリウムが設けられ、このデザインは片山利弘によるものだった。また片山は、1階に設置された彫刻も手掛けた。アトリウムには、東側のカーテンウォール及び天井のガラス屋根から外光が入るようになっていた。
事務室はスーパーフレーム構造による柱のない空間となっており、スペースウィングとも呼ばれていた。空調は建物各フロアの東西にある機械室から二重床を通って送り込まれ、設置場所を自由に変更できる、床面の吹き出し口から出るようになっていた。

### バンダイナムコ未来研究所の誕生
松下電器が退出した後の2006年11月、バンダイナムコゲームスは大田区矢口に所在した本社をはじめ、各地に分散していた拠点集約を目的に、当ビルへの本社機能移転を発表した。2007年5月から当ビルにおける業務を開始、「未来のすべての人々に新しい遊びを提供していく」という意味を込めて“バンダイナムコ未来研究所”と命名された。2009年6月にはバンダイナムコホールディングスも未来研究所に本社を移転した。

### 解体へ
2014年11月、バンダイナムコホールディングスはグループのさらなる連携強化と業務効率向上をめざし、港区芝への本社移転を発表。2016年1月から、新築された住友不動産三田ビルに順次移転し、“バンダイナムコ未来研究所”の通称も継承された。移転後の当ビルは2016年2月1日から解体工事に着手。跡地は積水ハウスにより分譲マンション「グランドメゾン品川シーサイドの杜」が建設された。なお、当ビルで使われていた石材は、マンションの外構として再利用されている。
2021年5月26日、バンダイナムコエンターテインメントの自社スタジオとして未来研スタジオが港区芝の本社にオープンした。

## 竣工当初のフロア構成
- 地下1階＝駐車場
- 1階＝ショールーム、多目的ホール、社員食堂
- 2階＝受付、会議室、ラウンジ、事務室
- 3階～9階＝事務室

## 受賞歴
- 1994年度グッドデザイン賞
- 第6回省エネルギー建築賞建設大臣賞[8]